# Вибо Валентия
За провинцията вижте Вибо Валентия (провинция).
Вѝбо Валѐнтия (на италиански: Vibo Valentia) е град и община в Южна Италия, административен център на провинция Вибо Валентия в регион Калабрия. Разположен е на 476 m надморска височина. Населението на града е 33 819 души (към 30 юли 2010).